# Bataille de Bebelno
Insurrection de Janvier
Batailles
- Ciółkowo (pl)
- Szydłowiec (pl)
- Lubartów
- Węgrów (pl)
- Rawa (pl)
- Sosnowiec (pl)
- Siemiatycze (pl)
- Słupcza (pl)
- Świętym Krzyż (pl)
- Miechów (pl)
- Staszów (pl)
- Krzywosądz (pl)
- Nowa Wieś (pl)
- Dobrą (pl)
- Małogoszcz (pl)
- Panki (pl)
- Myszków (pl)
- Pieskowa Skała (pl)
- Skała (pl)
- Chroberz (pl)
- Grochowiska (pl)
- Igołomią (pl)
- Radoszewice et Kiełczygłów (pl)
- Krasnobród (pl)
- Praszka (pl)
- Buda (pl)
- Borowe Młyny
- Ginietyny (pl)
- Golczowice (pl)
- Wąsosz (pl)
- Jaworznik (pl)
- Nowa Wieś (pl)
- Pyzdry (pl)
- Kobylanką (pl)
- Stok (pl)
- Krzykawka (pl)
- Biržai (pl)
- Ignacewo (pl)
- Huta Krzeszowska (pl)
- Horki (pl)
- Koniecpol (pl)
- Salicha (pl)
- Chruślina (pl)
- Nagoszewo (pl)
- Lututów (pl)
- Komorów (pl)
- Janów (pl)
- Ossą (pl)
- Chruślina (pl)
- Depułtycze (pl)
- Żyrzyn (pl)
- Złoczew (pl)
- Złoczew (pl)
- Fajsławice (pl)
- Sędziejowice (pl)
- Kruszyna (pl)
- Panasówka (pl)
- Sowiej Górze (pl)
- Małogoszcz (pl)
- Czarnca (pl)
- Mełchów (pl)
- Wiewiec (pl)
- Rybnica (pl)
- Opatów (pl)
- Mierzwin (pl)
- Huta Szczeceńska (pl)
- łży (pl)
- Lipa (pl)
- Opatów (pl)
- Bebelno
- Żeleźnica

La bataille de Bebelno s’est déroulée le 28 avril 1864 dans les alentours du village de Bebelno lors de l’Insurrection de Janvier. Elle opposa une unité de gendarmerie des insurgés polonais commandé par Wladyslaw Nowacki-Kopaczynski (pseudo : Junosz) contre une unité de cavalerie russe. L’affrontement se termina par une victoire russe et une retraite des insurgés polonais. 
Le 11 avril 1864, Romuald Traugutt a été arrêté par les russes. C’était le dernier grand dirigeant des insurgés polonais. Sans commandants, l’insurrection était vouée à l’échec. Pour autant, les unités insurgées du Royaume du Congrès continuaient encore le combat. On retrouve parmi les dernières troupes combattantes polonaises, l’unité de cavalerie de Nowacki.  
Le 28 avril 1864, à 17 heures, Nowacki a été attaqué à Bebelno. Les forces russes comptaient 60 dragons et la moitié d’une sotnia de cosaques soit 50 cavaliers. Nowacki a disposé un peloton derrière les maisons du village et un deuxième, en tirailleurs, sur la route où les russes arrivaient. Après une demi-heure de fusillade, les russes ont commencé à prendre du terrain et Nowacki a décidé de regrouper toute son unité pour réaliser une charge. En voyant la manœuvre polonaise, les russes se sont repliés sur leurs positions derrière des marais, en bloquant la contre-attaque adverse. Les échanges de feux continuèrent jusqu’à l’arrivée de l’infanterie russe sur le flanc gauche polonais. Face à la supériorité numérique des russes, Nowacki a décidé de se replier. Les insurgés ont perdu 3 hommes et 2 ont été blessés. Les pertes russes ne sont pas connues.   